# Rutgers Glacier
Rutgers Glacier är en glaciär i Antarktis. Den ligger i Östantarktis. Nya Zeeland gör anspråk på området. Rutgers Glacier ligger 1 430 meter över havet.
Terrängen runt Rutgers Glacier är kuperad åt sydväst, men åt nordost är den bergig. Trakten är obefolkad. Det finns inga samhällen i närheten. 